# Retrospektiven in Sachen Bildung
Retrospektiven in Sachen Bildung ist eine bildungshistorische Schriftenreihe, die an der Abteilung für Historische bzw. Historische und Vergleichende Pädagogik der Universität Klagenfurt erschien und seit 2019 vom neu geschaffenen Arbeitsbereich Schulpädagogik und Historische Bildungsforschung der Alpen-Adria-Universität Klagenfurt herausgegeben wird. Herausgeber sind seit Oktober 2021 Christian Pirker und Veronika Michitsch. Davor war es Elmar Lechner, seit 2011 gemeinsam mit Gerald Grimm. Die Reihe ist das publizistische bzw. wissenschaftliche Organ der Österreichischen Gesellschaft für Historische Pädagogik und Schulgeschichte (ÖGHPS). Seit 1992 sind bis dato über 200 Nummern bzw. Hefte dieser Reihe erschienen, die die einzige fortlaufend erscheinende bildungsgeschichtliche Publikation Österreichs ist. Im September 2019 gab es die Jubiläumsnummer 100 in der Reihe 2 (Studien). Diese wurde den Pädagogisch-Bildungsgeschichtliche Statements VII (abgegeben am 12. September 2019) gewidmet.

## Reihen
Die „Retrospektiven“ gliedern sich in die Reihen:
1. Bibliographien
2. Studien
3. Einleitungen in die Geschichte der Pädagogik
4. Klassische Kontroversen in der Geschichte der Pädagogik
5. Historico-Paedagogica Europaea
6. Zur Bildungsgeschichte diesseits und jenseits der Leitha
7. Zur Bildungsgeschichte diesseits und jenseits des Loibl
8. Aus dem „Europäischen Schulgeschichtlichen Minimundus“ (Sammlung von Texten aus Jahresberichten und Schulchroniken)
9. Zum Thema Schulmuseum
10. Übersehene Quellen

## Erschienene Werke
In den „Retrospektiven“ sind u. a. folgende Werke erschienen:
- Erik Adam: Die Bedeutung des Herbartianismus für die Lehrer- und Lehrerinnenbildung in der Österreichischen Reichshälfte der Habsburgermonarchie mit besonderer Berücksichtigung des Wirkens von Gustav Adolf Lindner. In: Retrospektiven in Sachen Bildung, R. 2, Nr. 38. Klagenfurt 2002.
- Wolfgang Brezinka: Rezensionen zur Pädagogik und Psychologie 1953–2008 (Vier Viertel). In: Retrospektiven in Sachen Bildung, R. 10: Übersehene Quellen, Nr. 36. Klagenfurt 2008.
- Deutsche Pädagogik im amerikanischen Mittelwesten um 1900: Texte betreffend das „Nationale Deutsch-Amerikanische Lehrerseminar“ und aus der „Jugend-Post“ (Milwaukee, Wisconsin). In: Retrospektiven in Sachen Bildung, R. 10, Nr. 13, hrsg. von Elmar Lechner. Klagenfurt 2000.
- Herbert Egglmaier: Der Fachbereich „Geschichte der Pädagogik“ und seine Vertretung an der Karl-Franzens-Universität Graz, 2 Teile. In: Retrospektiven in Sachen Bildung, R. 2, Nr. 47 u. 48. Klagenfurt 2004.
- Helmut Engelbrecht: Wege zur Durchsetzung oder Verhinderung pädagogischen Fortschritts (oder was dafür gehalten wurde). Ergebnisse einer Analyse der österreichischen Bildungspolitik der letzten Jahrhunderte. In: Retrospektiven in Sachen Bildung, R. 2, Nr. 52. Klagenfurt 2004.
- Helmut Engelbrecht: Streitfrage unserer Zeit: Besteht ein Zusammenhang von Klassengröße und Schulleistung? Blick in die Vergangenheit und gegenwärtige Situation (Zwei Hälften). In: Retrospektiven in Sachen Bildung, R. 2: Studien, Nr. 74. Klagenfurt 2009.
- Gerald Grimm: Pflichtfach versus Randdisziplin. Zum Stellenwert der Historischen Pädagogik im Rahmen der allgemeinen pädagogischen Ausbildung für Lehrer an höheren Schulen in Österreich von 1849 bis zur Gegenwart. In: Retrospektiven in Sachen Bildung, R. 2, Nr. 51. Klagenfurt 2004.
- Manfred Heinemann: Vom Zusammenhang der Geschichte mit der Gegenwart in der Pädagogik. In: Retrospektiven in Sachen Bildung, R. 2, Nr. 31. Klagenfurt 2000.
- Elmar Lechner: Das Historische Klassenzimmer – Ort und Hort pädagogischer Erinnerung und Erneuerung, 2. Aufl. In: Retrospektiven in Sachen Bildung, R. 9: Zum Thema Schulmuseum, Nr. 11. Klagenfurt 2013.
- Elmar Lechner: Das Schulmuseum als „Gallisches Dorf“ der Pädagogik. In: Retrospektiven in Sachen Bildung, R. 9: Zum Thema Schulmuseum, Nr. 12. Klagenfurt, 2014.
- Elmar Lechner, Christian Pirker: Das Pädagogische Fitnesscenter. Eine digitale Trainingsstätte des Geistes und der Geistesgegenwart. In: Retrospektiven in Sachen Bildung, R. 2, Nr. 84. Klagenfurt 2014.
- Elmar Lechner: Ein Gesetz als Gegenstand der akademischen Lehre und des schulischen Unterrichts. Vier Thesen und zwei thematische verwandte Studien. In: Retrospektiven in Sachen Bildung, R. 2, Nr. 99. Klagenfurt 2019.
- Brigitte Makl-Freund: Über den Status quo der Schulmuseen und schulgeschichtlichen Sammlungen in Österreich. In: Retrospektiven in Sachen Bildung, R. 9, Nr. 5. Klagenfurt 2002.
- Richard Olechowski: Wolfgang Brezinka – Begründer der Wissenschaftstheorie der Empirischen Erziehungswissenschaft. In: Retrospektiven in Sachen Bildung, R. 2, Nr. 49. Klagenfurt 2004.
- Pädagogisch-Bildungsgeschichtliche Statements I. In: Retrospektiven in Sachen Bildung, R. 2: Studien, Nr. 81, hrsg. von Elmar Lechner. Klagenfurt 2013.
- Pädagogisch-Bildungsgeschichtliche Statements II, abgegeben am 4. September 2014 im „Historischen Klassenzimmer“, Klagenfurt-Wölfnitz, gewidmet Helmut Engelbrecht zum 90. Geburtstag, hrsg. von Elmar Lechner. In: Retrospektiven in Sachen Bildung, R. 2: Studien, Nr. 85. Klagenfurt 2014.
- Pädagogisch-Bildungsgeschichtliche Statements III, abgegeben am 10. September 2015 im „Historischen Klassenzimmer“, Klagenfurt-Wölfnitz, hrsg. von Elmar Lechner. In: Retrospektiven in Sachen Bildung, R. 2: Studien, Nr. 88. Klagenfurt 2015.
- Pädagogisch-Bildungsgeschichtliche Statements IV, abgegeben am 8. September 2016 im „Historischen Klassenzimmer“, Klagenfurt-Wölfnitz, hrsg. von Elmar Lechner. In: Retrospektiven in Sachen Bildung, R. 2: Studien, Nr. 92. Klagenfurt 2016.
- Pädagogisch-Bildungsgeschichtliche Statements V, abgegeben am 14. September 2017 im „Historischen Klassenzimmer“, Klagenfurt-Wölfnitz, hrsg. von Elmar Lechner. In: Retrospektiven in Sachen Bildung, R. 2: Studien, Nr. 93. Klagenfurt 2017.
- Pädagogisch-Bildungsgeschichtliche Statements VI, abgegeben am 14. September 2018 im „Historischen Klassenzimmer“, Klagenfurt-Wölfnitz, hrsg. von Elmar Lechner. In: Retrospektiven in Sachen Bildung, R. 2: Studien, Nr. 97. Klagenfurt 2018.
- Pädagogisch-Bildungsgeschichtliche Statements VII, abgegeben am 12. September 2019 im „Historischen Klassenzimmer“, Klagenfurt-Wölfnitz, hrsg. von Elmar Lechner. In: Retrospektiven in Sachen Bildung, R. 2: Studien, Nr. 100. Klagenfurt 2019.
- Pädagogik an englischsprachigen Universitäten III. Eine Dokumentation. In: Retrospektiven in Sachen Bildung, R. 2, Nr. 55, hrsg. von Christian Pirker. Klagenfurt 2004.
- Marlene Petritsch: Bildungsstätten einer Stadt. Abriss einer bildungsgeschichtlichen Wanderung durch Klagenfurt. In: Retrospektiven in Sachen Bildung, R. 2, Nr. 95. Klagenfurt 2018.
- Christian Pirker: Aspekte der Entwicklung des chinesischen Bildungswesens und der Bildungswissenschaft von der Zeit um 1900 bis zur Gegenwart. Von der konfuzianischen Untertänigkeit zum selbständigen Denken in der Wissensgesellschaft? In: Retrospektiven in Sachen Bildung, R. 2, Nr. 66. Klagenfurt 2006.
- Christian Pirker: Der Europäische Qualifikationsrahmen als akademischer Imperativ. In: Retrospektiven in Sachen Bildung, R. 2, Nr. 98. Klagenfurt 2018.
- Christian Pirker: Effektives Lernen im Management. Wie Sie die Digitale Transformation mit einem menschenorientierten Ansatz, den Eckpfeilern des Change Management und entsprechender Managementkompetenz sowie effektiver Managementpädagogik erfolgreich meistern. In: Retrospektiven in Sachen Bildung, R. 2, Nr. 101. Klagenfurt 2019.
- Heinz-Elmar Tenorth: Wolfgang Brezinka: Wissenschaftliche Pädagogik im Spiegel ihrer ungelösten Probleme. In: Retrospektiven in Sachen Bildung, R. 2, Nr. 46. Klagenfurt 2004.